# Danh sách lãnh sự quán tại Việt Nam
Bài viết chứa danh sách các cơ quan lãnh sự (lãnh sự quán) do lãnh sự danh dự đứng đầu ở Việt Nam tại Hà Nội (8), Thành phố Hồ Chí Minh (27), Đà Nẵng (1) và Hải Phòng (1).
Lãnh sự quán danh dự của Bỉ tại Thành phố Hồ Chí Minh đóng cửa từ ngày 1 tháng 9 năm 2018.

## Hà Nội
| Lãnh sự quán | Địa chỉ                                                                                         | Tel           | Fax             | Email                             |
| ------------ | ----------------------------------------------------------------------------------------------- | ------------- | --------------- | --------------------------------- |
| Bồ Đào Nha   | 31 phố Phó Đức Chính, phường Trúc Bạch, quận Ba Đình                                            | +84 902239785 | 84 024 39263926 | secretary@hon.con.portugal.com.vn |
| Croatia      | Sunshine Center building (KT Floor),31 phố Phạm Hưng Street, My Đình 2, quận Nam Tư Liêm        |               |                 |                                   |
| Latvia       | Tầng 6, Capital Building, 72 phố Trần Hưng Đạo, phường Trần Hưng Đạo, quận Hoàn Kiếm            | 04-66542197   | 04-39288901     |                                   |
| Luxembourg   | Phòng 1207, Tòa Nhà Pacific Place, 83B phố Lý Thường Kiệt, phường Trần Hưng Đạo, quận Hoàn Kiếm | 024-3946 1204 | 024-3946 1208   | hanoi@luxconsulatevn.org          |
| Monaco       | Phòng 1603B, Prime Centre Building, 53 phố Quang Trung, phường Nguyễn Du, quận Hai Bà Trưng     | 04 35626500   | 04 35626501     | adelevaux@consulate-monaco.vn     |
| Peru         | 30 phố Lê Ngọc Hân, phường Phạm Đình Hổ, quận Hai Bà Trưng                                      | 04-39729867   | 04-39729992     | minhsmc@hotmail.com               |
| San Marino   | 666 Ground Floor, Tòa Nhà The Manor, đường Mễ Trì, phường Mễ Trì, quận Nam Từ Liêm              | 04-37949999   | 04-37946666     |                                   |
| Seychelles   | 9B phố Dã Tượng, phường Trần Hưng Đạo, quận Hoàn Kiếm                                           | 84-4-39429266 | 84-4-39429249   |                                   |
| Uzbekistan   | 22 đường Đào Tấn, phường Cổng Vị, quận Ba Đình                                                  | 04-37665203   |                 |                                   |
| Cộng hòa Séc | 13 P. Chu Văn An, Điện Biên, Ba Đình, Hà Nội, Việt Nam                                          | 02438454131   |                 |                                   |

## Thành phố Hồ Chí Minh
| Tổng lãnh sự quán / Lãnh sự quán | Địa chỉ                                                                                            | Tel              | Fax                 | Email                              |
| -------------------------------- | -------------------------------------------------------------------------------------------------- | ---------------- | ------------------- | ---------------------------------- |
| Áo                               | 12/140 đường Nguyễn Văn Hưởng, Phường Thảo Điền, Quận 2                                            | 08-35193128      | 08-35193122         | info@austriaconsulate.vn           |
| Armenia                          | [ 2 ]                                                                                              |                  |                     |                                    |
| Bồ Đào Nha                       | 151 Nam Kỳ Khởi Nghĩa, Phường 6, Quận 3                                                            | 08-38200623      | 08-38200623         | afonso.vieira@portviet.com         |
| Chile                            | 121A, đường 39, Phường Bình Trưng Tây, Quận 2                                                      | 08-37432717      | 08 37432716         | chileconsul.hcm@gmail.com          |
| Costa Rica                       | [ 3 ]                                                                                              |                  |                     |                                    |
| Estonia                          | 34 đường Nguyễn Thị Nghĩa, Phường Bến Thành, Quận 1                                                | 08-39257276      | 08-39257276         | do.van.muoi@mfa.ee                 |
| Hy Lạp                           | 44 đường Hoàng Diệu, Phường 12, Quận 4                                                             | 08 39400762      | 08 38254278         | greek.consulate.hcmc@gmail.com     |
| Indonesia                        | 18 đường Phùng Khắc Khoan, Phường Đa Kao, Quận 1                                                   | 028-38251888/9   | 028-38299493/223839 | hochiminh.kjri@kemlu.go.id         |
| Mexico                           | 86/56/20 Phổ Quang, Phường 2, Quận Tân Bình                                                        | 028-38489734     | 028-38441798        |                                    |
| Iceland                          | Tầng 9, The Vista, 628C Hanoi Highway, P.An Phú, Q.2                                               | 08-38274462      | 08-3827446          |                                    |
| Luxembourg                       | Tầng 22 Tòa nhà AP Tower, 518B Điện Biên Phủ, Phường 19, Bình Thạnh, Hồ Chí Minh                   | 028 3827 2373    | 08 28 3526 7792     | hcmc@luxconsulatevn.org            |
| Malta                            | Tầng 12, Petro Viet Nam Tower, 1-5 Lê Duẩn, Q1                                                     | 08-54046868      | 08-54046969         | malta.consulate@imperial.vn        |
| Mông Cổ                          | 84 Thích Minh Nguyệt, Phường 2, Quận Tân Bình                                                      | 08-39970691      | 08-39970537         | monconsul@yahoo.com                |
| Myanmar                          | 50 đường Sầm Sơn, Phường 4, Quận Tân Bình                                                          | 08-54490805      | 08-38428879         | phuongdt@gmas.com.vn               |
| Na Uy                            | Somerset Chancellor Court Ho Chi Minh City, 21 đường Nguyễn Thị Minh Khai, Phường Bến Nghé, Quận 1 | 08-38221696      | 08-38272696         | norcons@hcm.fpt.vn                 |
| Nam Phi                          | 80 đường Võ Văn Tần, Phường 6, Quận 3                                                              | 08-38238556      | 08-38238557         | savisa2009@gmail.com               |
| Pakistan                         | Tầng M,Chung cư Khánh Hội 2, 360A đường Bến Vân Đồn, Phường 1, Quận 4                              | 08-39453939      | 08-39453636         | info@gepar.org.vn                  |
| Palau                            | 149 đường Võ Văn Tần, Phường 6, Quận 3                                                             |                  |                     |                                    |
| Phần Lan                         | Phòng 501, Tầng 5, Tòa Nhà Sailing, 111A đường Pasteur, Quận 1                                     | 08-38272029/28   | 08-38234436         | tuanphung@vci-legal.com            |
| Philippines                      | 40/5 đường Phạm Viết Chánh, Phường 19, Quận Bình Thạnh                                             | 08-35180045      | 08-35180047         | philippineconsulate-hcm@fmc.com.vn |
| Romania                          | 214 Võ Thi Sáu, Phường 7, Quận 3                                                                   | 028-39898989     | 028- 39321886       | hcm@romania.vn                     |
| Séc                              | 28 đường Mạc Đĩnh Chi, Phường Đa Kao, Quận 1                                                       | 08-38290585      | 08-38226043         | hochiminh@honorary.mzv.cz          |
| Síp                              | 149B Trương Định, Phường 9, Quận 3                                                                 | 0822294499       |                     |                                    |
| Slovakia                         | 64-68 đường Hai Bà Trưng, Phường Bến Nghé, Quận 1                                                  | 08-3829888       | 08-38277999         | hono.consul@mailinh.vn             |
| Slovenia                         | |                  |                     |                                    |
| Sri Lanka                        | 16 Lily, khu đô thị An Phú, 36 Thảo Điền, Quận 2                                                   | 84-8-39306233    | 84-8-39306235       |                                    |
| Sudan                            | 194 đường Nơ Trang Long, Phường 12, Quận Bình Thạnh                                                | 08-35165062      | 08-3516572          |                                    |
| Thụy Điển                        | 146-E15 đường Nguyễn Văn Hưởng, Phường Thảo Điền, Quận 2                                           | 08-35192335      | 08-35192337         | generalconsulatesweden@gmail.com   |
| Ukraine                          | 22 đường Nguyễn Văn Thủ, Phường Đa Kao, Quận 1                                                     | 08-39104054/4055 | 08-39104053         | vudinhluyen@gmail.com              |
| Uruguay                          | 71-73-75 Hai Bà Trưng, Phường Bến Nghé, Quận 1                                                     | 024-37197371     |                     | uruviet.loanfoster.con@gmail.com   |

## Đà Nẵng
| Lãnh sự quán | Địa chỉ                      | Tel | Fax | Email |
| ------------ | ---------------------------- | --- | --- | ----- |
| Tây Ban Nha  | 339, Ngô Quyền, Quận Sơn Trà |     |     |       |